# Е Сяоян
Е Сяоян (叶小纲; Ye Xiaogang, 23 сентября 1955, Пекин) — китайский композитор.

## Биография
С 4 лет учился музыке у отца-композитора. В ходе культурной революции отец подвергся преследованиям, пытался покончить с собой (сыну было 11 лет). Потом отец был сослан работать в деревню. Е тоже работал в деревне, а затем на фабрике в городе.
С 1980 учился музыке в Кембридже, в 1987 поступил в Истменовскую школу музыки. Среди его преподавателей — Джозеф Швантнер, Луи Адриессен, Александр Гёр. С 1993 делит жизнь между Пекином и Экстоном (Пенсильвания).

## Творчество
Композитору принадлежат симфонические и камерные сочинения, музыка для кинофильмов.

## Произведения
- Горизонт, симфония № 2 для сопрано, баритона и оркестра (1984—1985)
- Баллада для фортепиано (1987)
- Волшебный бамбук для фортепиано и струнного квартета (1989—1990)
- Threnody для фортепианного квинтета (1990)
- Зима I для оркестра (1992)
- Девять коней для десяти музыкантов (1993)
- Потерянный рай для скрипки и оркестра (1993)
- Весенняя симфония (1998)
- Шэньчжэньская история, современный балет (1999)
- Зима III для оркестра (2000)
- Молчание Шакьямуни для сякухати и оркестра (2001)
- Концерт для пипы и оркестра (2001)
- Прилив и отлив для оркестра (2002)
- Yue Chu, симфония № 5 (2004)
- Песнь земли, на стихи старых китайских поэтов, по мотивам Г.Малера (2004)
- Сумерки над Северным морем для оркестра (2005)
- Namucuo для фортепиано (2006)
- Мой далекий Нанкин для виолончели и оркестра (2006)
- Datura для флейты, скрипки, виолончели и фортепиано (2006)
- Colorful Sutra Banner для скрипки, виолончели и фортепиано (2006)
- December Chrysanthemum для флейты и фортепиано (2006)

## Признание
Премия Александра Черепнина (1982), Тайваньского симфонического оркестра (1992), Национального симфонического оркестра Китая (1996) и др.